# Karang Siri
Karang Siri is een bestuurslaag in het regentschap Timor Tengah Selatan van de provincie Oost-Nusa Tenggara, Indonesië. Karang Siri telt 5064 inwoners (volkstelling 2010).